# Герб Юкону
Герб Юкону — геральдичний символ канадійської території Юкон. Герб був замовлений федеральним департаментом у справах індіанців та північного розвитку та розроблений відомим експертом з геральдики Аланом Беддоу на початку 1950-х. Герб був офіційно затверджений королевою Єлизаветою II 1956 року.
Нижня частина щита представляє гори Юкон із золотими дисками (так звані «безанти», середньовічна золота монета), що відображають мінеральні ресурси території та її народження в клондайкській золотій лихоманці. Дві білі хвилясті лінії символізують річки території.
Головним чином, червоний хрест символізує Англію, круглий щит, що обтяжує його, має геральдичну тинктуру (хутро білки) і відображає багатство території на хутрових звірів.
Клейнод — собака Аляскинського маламута, що стоїть на кургані снігу.

## Опис
Щит: Azure, on a pallet wavy Argent, a like pallet of the field, issuant from base two piles reversed Gules, fimbriated also Argent, each charged with two bezants in pale, on a chief Argent a cross Gules, surmounted of a roundel vair.
Клейнод: Оn a wreath Or and Gules, standing on a mound of snow Proper, an Alaskan Malamute statant Proper.